# Pristimantis molybrignus
Pristimantis molybrignus är en groddjursart som först beskrevs av Lynch 1986.  Pristimantis molybrignus ingår i släktet Pristimantis och familjen Strabomantidae. IUCN kategoriserar arten globalt som nära hotad. Inga underarter finns listade i Catalogue of Life.